# Eruguera ardent
L'eruguera ardent (Lobotos lobatus) és una espècie d'ocell de la família dels campefàgids (Campephagidae).

## Hàbitat i distribució
Habita els boscos de Sierra Leone, Libèria, Costa d'Ivori i sud de Ghana.